# Región H II

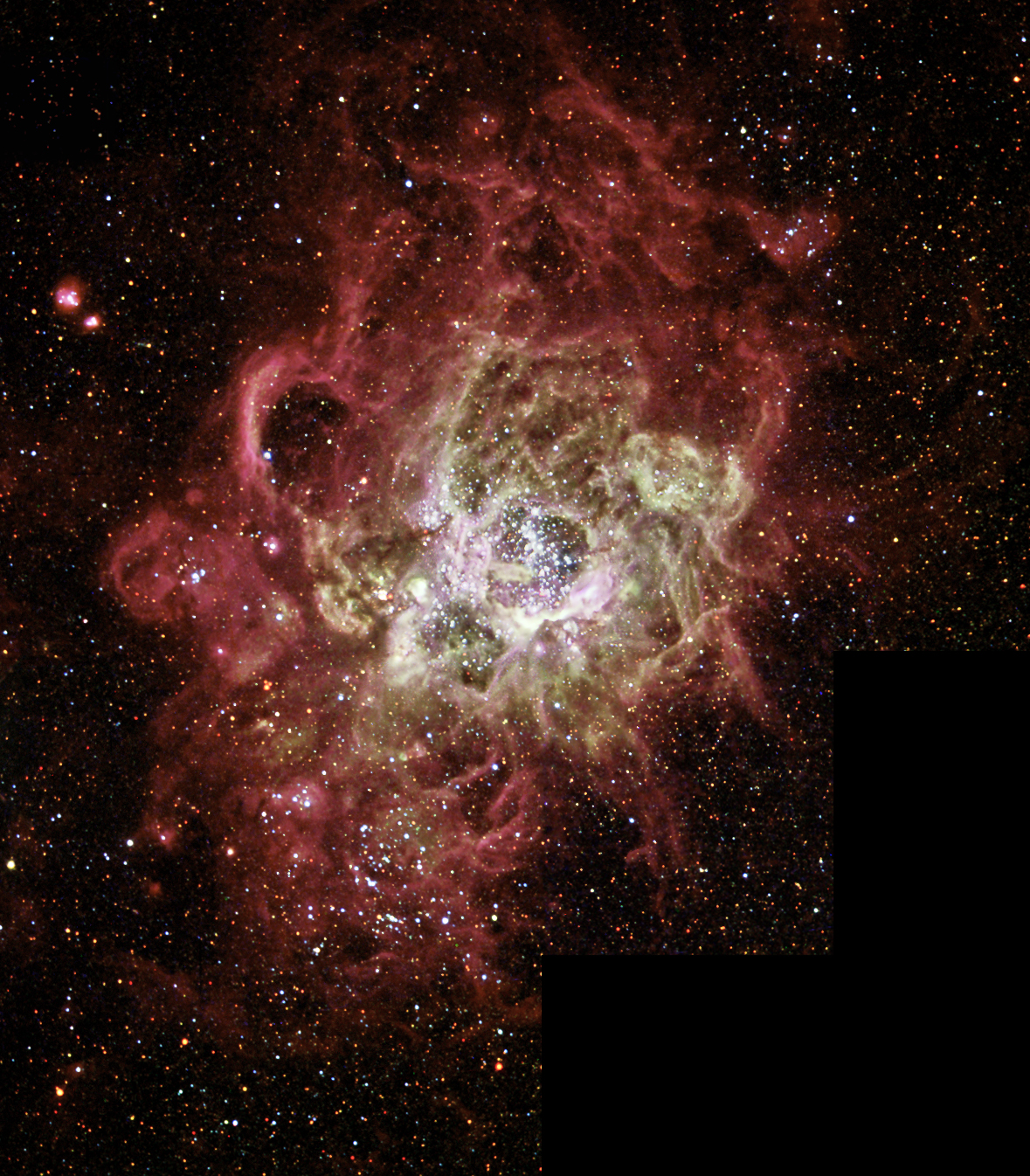
NGC 604, una región H II gigante en la galaxia del Triángulo

Una región H II es una nube de gas y plasma brillante que puede alcanzar un tamaño de varios cientos de años luz y en la cual se forman estrellas masivas. Dichas estrellas emiten copiosas cantidades de luz ultravioleta extrema (con longitudes de onda inferiores a 912 ángstroms) que ionizan la nebulosa a su alrededor.
Estas regiones pueden dar nacimiento a una gran cantidad de estrellas durante un periodo de varios millones de años. Al final, los intensos vientos estelares y explosiones de supernova en el cúmulo estelar resultante dispersan los gases de la región, dejando atrás un cúmulo similar al de las Pléyades.
Las regiones H II son llamadas así por la gran cantidad de hidrógeno atómico ionizado que contienen. En astronomía se denomina H2 al hidrógeno molecular, H I al hidrógeno neutro y H II al hidrógeno ionizado. Pueden ser vistas a gran distancia en el universo y su estudio es importante para determinar la distancia y la composición química de otras galaxias.

## Observaciones

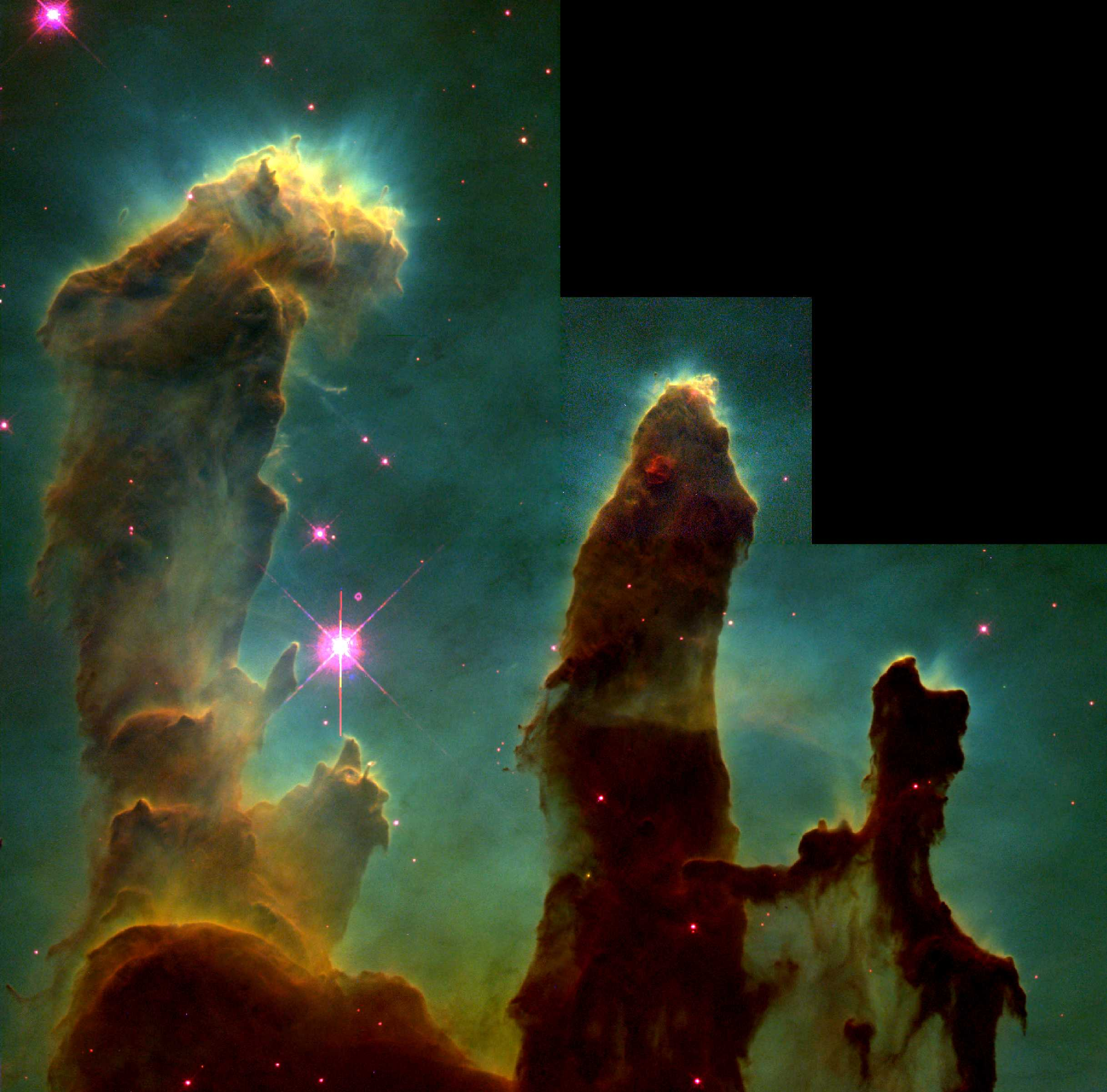
Zonas oscuras de formación de estrellas en la nebulosa del Águila, popularmente conocidas como los Pilares de la Creación

Algunas de las regiones H II más brillantes son observables a simple vista. A pesar de ello, no ha quedado constancia de observaciones de ellas anteriores a la invención del telescopio, a principios de siglo XVII. Ni siquiera Galileo Galilei apreció la existencia de la nebulosa de Orión cuando observó por primera vez con su telescopio el cúmulo estelar dentro de ella (previamente el cúmulo había sido catalogado, por Johann Bayer, como una sola estrella: θ Orionis). Se atribuye el descubrimiento de la nebulosa de Orión al observador francés Nicolas-Claude Fabri de Peiresc en 1610. Desde esta primera observación han sido descubiertas grandes cantidades de regiones H II en nuestra galaxia y en otras.

Nebulosa de Orión

En 1774, William Herschel observó la nebulosa de Orión y la describió posteriormente como "una ardiente niebla informe, el material caótico de futuros soles". Cien años después se confirmó la hipótesis cuando William Huggins, ayudado por su esposa Margaret Huggins, estudió con su espectroscopio varias nebulosas. Algunas presentaban espectros muy similares al de las estrellas, resultando ser galaxias, las cuales consisten en miles de millones de estrellas individuales. Sin embargo otras nebulosas eran muy diferentes. En lugar de un fuerte espectro continuo con líneas de absorción superpuestas, la nebulosa de Orión y otros objetos similares solo mostraban un pequeño número de líneas de emisión. La más brillante de estas líneas tenía una longitud de onda de 500,7 nanómetros, lo cual no correspondía a ningún elemento químico conocido. La primera hipótesis fue que esa línea desconocida correspondía a un elemento químico aún no descubierto, el cual fue llamado Nebulio. Una idea similar llevó al descubrimiento del helio a partir del análisis del espectro solar en 1868. Sin embargo, mientras el helio fue aislado en la Tierra poco después de su descubrimiento en el espectro solar, el nebulio no corrió la misma suerte. A principios del siglo XX, Henry Norris Russell propuso que en vez de un nuevo elemento, la línea en 500,7 nm era causada por la presencia de un elemento conocido en condiciones desconocidas.
En los años 20 algunos físicos demostraron que, en un gas que se encuentra bajo condiciones de densidad extremadamente bajas, los electrones excitados pueden ocupar niveles de energía metaestables en iones y átomos que a densidades más altas serían rápidamente des-excitados por colisiones entre ellos. Las transiciones de electrones desde esos niveles en oxígeno doblemente ionizado dan lugar a la línea de los 500.7 nm. Estas líneas espectrales que sólo pueden ser vistas en gases de muy baja densidad se denominan líneas prohibidas. Esta teoría fue posteriormente confirmada por las observaciones espectroscópicas que mostraban que las nebulosas están formadas por gas extremadamente enrarecido.
Durante el siglo XX las observaciones demostraron que las regiones H II a menudo contienen estrellas tipo OB (azules). Estas estrellas son muchas veces más masivas que el Sol, y son las que tienen menor período de vida, con un total de unos pocos millones de años (comparadas con estrellas como el sol, las cuales viven por varios miles de millones de años). Por tanto, se infirió que las regiones H II deben ser los lugares donde se forman las nuevas estrellas. Durante un período de varios millones de años un cúmulo de estrellas puede formar una región H II antes de que la presión de radiación de las estrellas jóvenes resulte en la dispersión de la nebulosa. Un ejemplo de estas dispersiones son las pléyades donde sólo permanece una traza de reflexión nebular.

## Origen y tiempo de vida

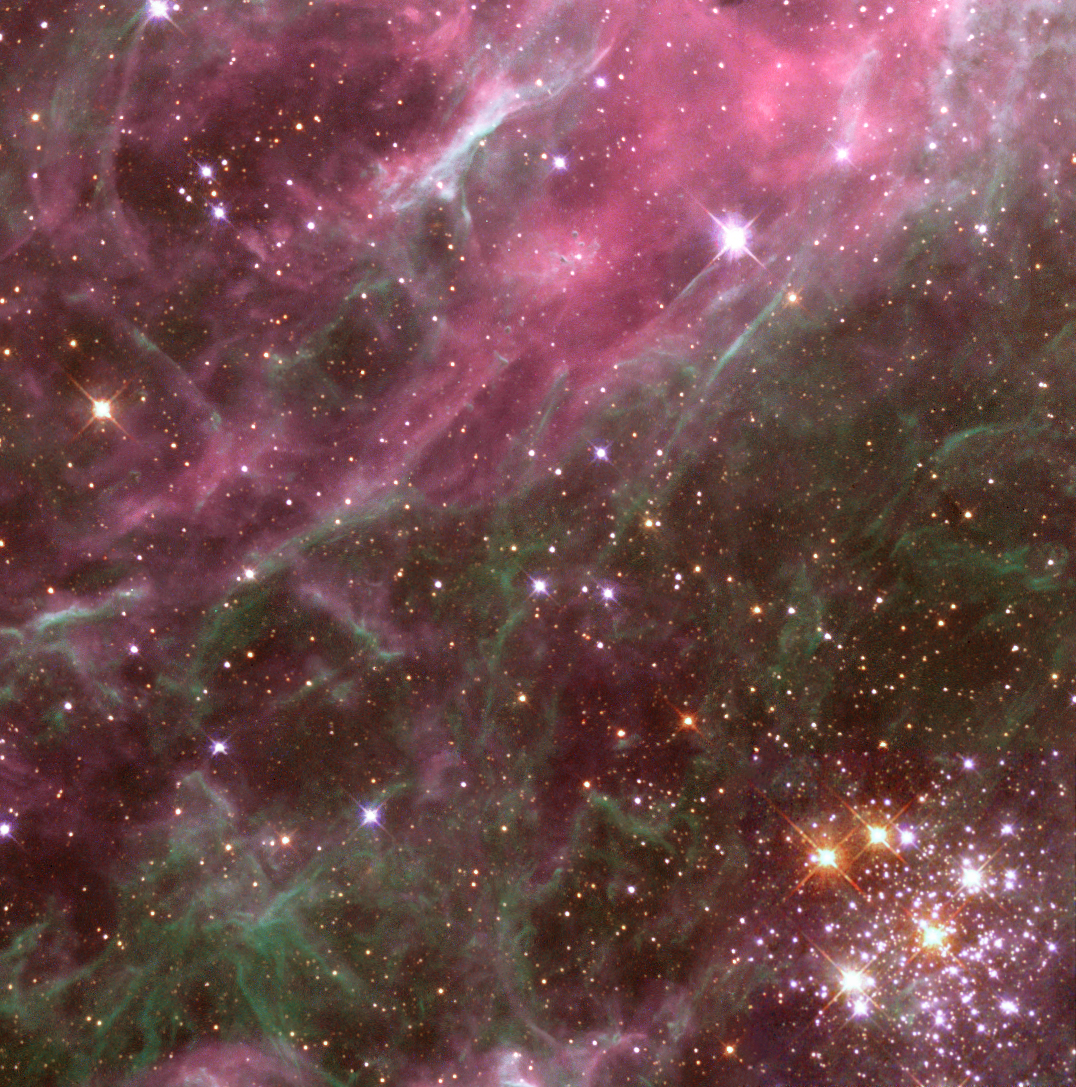
Una pequeña porción de la nebulosa de la Tarántula, una región gigante H II en la Gran Nube de Magallanes

El precursor de una región H II es una nube molecular gigante (GMC). Las GMC son nubes muy frías (10–20 K) y densas, compuestas principalmente de hidrógeno molecular. Estas nubes pueden permanecer estables durante largos períodos, pero ondas de choque de una supernova, colisiones entre nubes o interacciones magnéticas pueden desencadenar el colapso de una parte de ellas. Cuando esto ocurre nacen nuevas estrellas mediante un proceso de fragmentación y colapso de la nube.
Debido a que las estrellas nacen dentro de una GMC, las estrellas más masivas alcanzarán temperaturas suficientemente altas como para ionizar el gas a su alrededor. Poco después de la formación de un campo de radiación ionizante, los fotones energéticos crean un frente de ionización que barre el gas a velocidades supersónicas. A medida que aumenta la distancia de la estrella ionizante, el frente de ionización se ralentiza y la presión del nuevo gas ionizado causa que se expanda su volumen. Finalmente, el frente de ionización desciende a velocidades subsónicas, y es superado por el frente de choque provocado por la expansión de la nebulosa. Así concluye la creación de una región H II.
El tiempo de vida de una región H II es del orden de unos pocos millones de años. La presión de radiación proveniente de las estrellas jóvenes finalmente se llevará todo el gas de la zona. De hecho el proceso tiende a ser muy ineficiente, ya que menos del 10 % del gas de la región H II se convierte en nuevas estrellas. El resto del gas es expulsado de la región, lo que acelera su fallecimiento, ya que para el momento en el que ya no contenga más gas, dejará de existir. También contribuyen a la pérdida de gas las explosiones de supernova de las estrellas de mayor masa, que ocurren apenas 1-2 millones de años después.

## Guarderías estelares

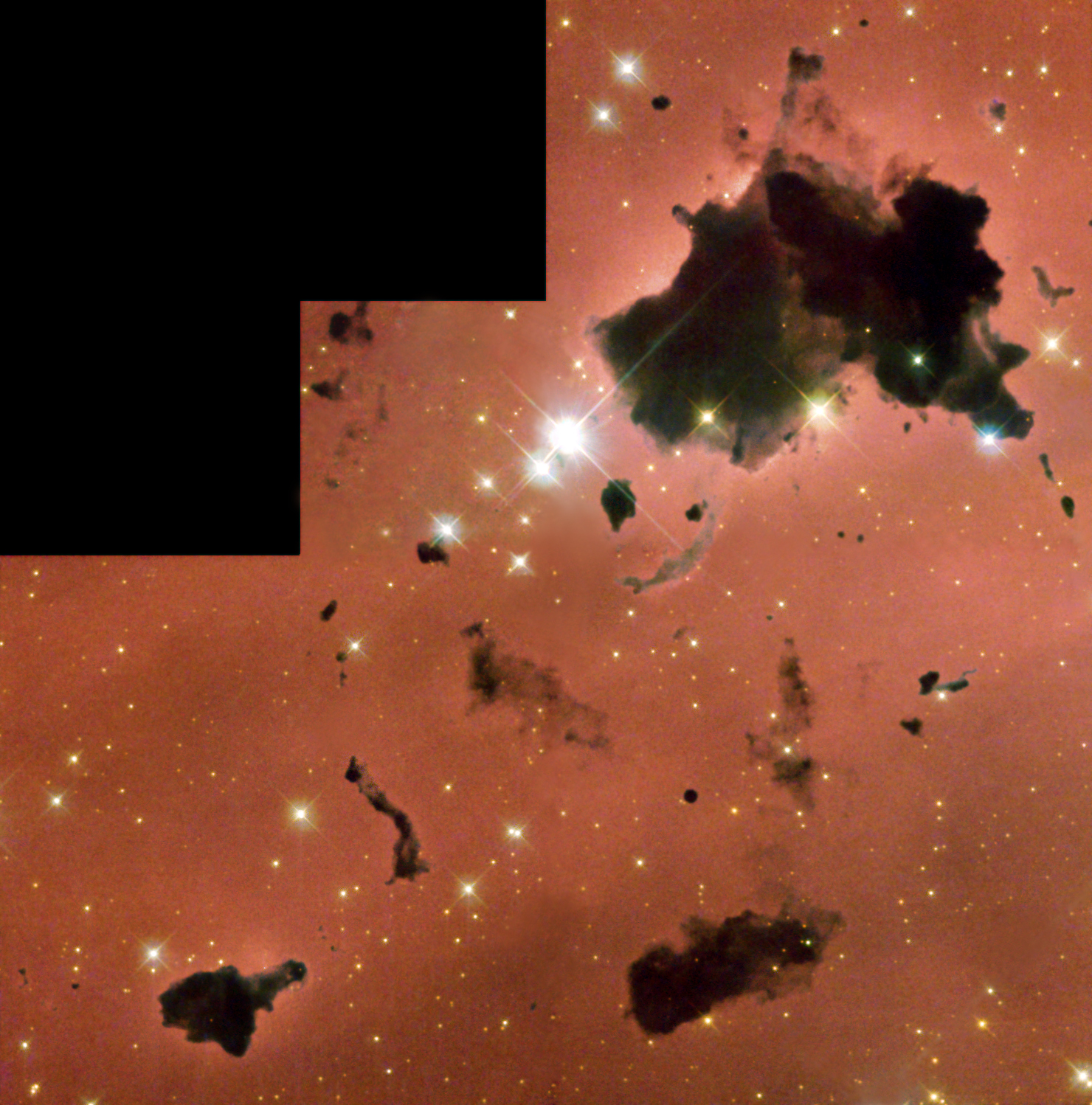
Glóbulos de Bok (glóbulos de Thackeray) en la región H II IC 2944

El lugar de nacimiento de las estrellas en las regiones H II, se encuentra oculto por una nube densa de gas y polvo, que rodea las estrellas nacientes. La estrella se hace visible, sólo cuando la presión de radiación de otra estrella ahuyenta su 'capullo' de gas. Antes de que eso suceda, las densas regiones que contienen las nuevas estrellas, son vistas a menudo como una silueta contra el resto de la nebulosa ionizada. Cabe señalar que, estos parches negros son conocidos como glóbulos de Bok, descubiertas en 1940, por el astrónomo Bart Bok, quien propuso que podrían ser lugares de nacimiento estelares.
La hipótesis de Bok fue confirmada en 1990, cuando las observaciones infrarrojas revelaron estrellas jóvenes en el interior del denso polvo de los glóbulos de Bok. Ahora, se cree que un típico glóbulo de Bok contiene materia equivalente a cerca de 10 masas solares en una región de un tamaño de cerca de un año luz o superior, y que inducen la formación de sistemas de estrellas dobles o múltiples.
Así como un lugar de nacimiento de estrellas, las regiones H II también presentan evidencia de contener sistemas planetarios. El telescopio espacial Hubble, ha revelado cientos de discos protoplanetarios en la nebulosa de Orión. Al menos, la mitad de las estrellas jóvenes en esta nebulosa parecen estar rodeadas por discos de gas y polvo, los cuales contienen la suficiente materia como para crear un sistema planetario como el nuestro.

## Características

### Características físicas
Las regiones H II varían enormemente en sus características físicas. Van desde el rango de ultra-compactas, con un tamaño de solo un año luz o menos, hasta regiones H II gigantes, que pueden alcanzar tamaños de cientos de años luz. Su tamaño es también conocido con el nombre de radio de Strömgren y depende esencialmente de la intensidad de la fuente de fotones ionizantes y la densidad de la región. Su rango de densidad va desde millones de partículas por cm³, en las regiones H II ultra-compactas, hasta otras que solamente tienen unas pocas partículas por cm³. Esto implica que las masas totales van desde 10² hasta 105 masas solares.
Dependiendo del tamaño, las regiones H II pueden contener cientos de estrellas en su interior. Esto hace a las regiones H II más complejas que las nebulosas planetarias, las cuales tienen un solo punto central de ionización. Típicamente estas regiones pueden alcanzar temperaturas de hasta 10 000 K. Normalmente están ionizadas (la mayoría), por lo que el plasma (gas ionizado) puede contener campos magnéticos con la fuerza de varios nanoteslas. Los campos magnéticos son producidos por el movimiento de cargas eléctricas en el interior del plasma, lo que sugiere que estas regiones también contienen campos eléctricos.
Químicamente, las H II están compuestas en un 90 % de hidrógeno. La línea de emisión más fuerte del hidrógeno alcanza los 656,3 nm, dándole a estas regiones un característico color rojizo. El resto de la región H II consiste en helio, con pequeñas trazas de elementos más pesados. El porcentaje de elementos pesados en las regiones disminuye con la distancia al centro de la galaxia. Esto se debe a que a lo largo de la vida de la galaxia la formación de estrellas ha sido mayor en sus regiones centrales, más densas. Esto ha hecho que el medio interestelar en estas zonas sea más rico en elementos producto de la nucleosíntesis.

### Número y distribución

Los espirales de una región H II rosa delinean los brazos de la galaxia Remolino (NGC 5194 o Messier 51)

Las H II pueden encontrarse no solo en galaxias espirales como la nuestra, sino también en galaxias irregulares. En raras ocasiones se han encontrado en galaxias elípticas. Cuando se encuentran en galaxias irregulares, pueden estar en cualquier posición dentro de ella. Sin embargo, en las espirales las H II siempre están dispuestas en los brazos de espiral. Una galaxia espiral grande puede contener cientos de regiones H II.
Las regiones H II no se encuentran en galaxias elípticas debido a su proceso de creación. Las elípticas se crean a partir de fusiones entre galaxias. En los cúmulos galácticos tales fusiones son frecuentes. Cuando las galaxias colisionan las estrellas individuales casi nunca chocan, pero las nubes moleculares gigantes (GMC) y las regiones H II de estas se ven severamente afectadas. Bajo estas condiciones se desencadena la creación de una enorme cantidad de estrellas jóvenes nuevas tan rápidamente, que la mayor parte del gas se convierte en combustible estelar, en un valor mucho más elevado que el de 10 % o menos que es habitual.
A las galaxias afectadas por esta rápida creación de estrellas nuevas se las conoce como galaxias con brote estelar. Como resultado de la fusión y la rápida creación de estrellas, quedan galaxias elípticas con un contenido muy bajo de gas, lo que impide que la formación de nuevas regiones H II.
Observaciones recientes han mostrado que existe un pequeño número de regiones H II totalmente fuera de las galaxias. Estas regiones H II intergalácticas son resultado directo de las perturbaciones que se registran en las galaxias pequeñas.

### Morfología
Las regiones H II se encuentran en una gran variedad de tamaños. Cada estrella de una H II, ioniza una región esférica de gas —conocida como esfera de Strömgren— alrededor de ella. La combinación de esferas de ionización de múltiples estrellas dentro de la región H II y la expansión de la nebulosa (la cual está a alta temperatura), causan que los gases formen gradientes de densidad, resultando en formas complejas. Las explosiones de supernova también pueden esculpir las regiones H II. En algunos casos, la formación de grandes cúmulos de estrellas dentro de la región H II resulta en la aparición de "huecos" en su interior. Este es el caso de NGC 604, región H II gigante en la galaxia del Triángulo.

#### Zona de ionización estelar
Dentro de una región H II, no solo se encuentran zonas fotoionizadas rodeando a las estrellas jóvenes; sino que también contiene otro tipo de zonas conocidas como regiones fotodisociadas (PDR). Estos dos tipos de regiones tienen diferentes estructuras y tamaños los cuales dependen de la temperatura y luminosidad de la estrella a la cual rodean y de la densidad del medio en el que se encuentran. Las estrellas de mayor magnitud producen gran cantidad de radiación ultravioleta (UV) causando grandes zonas fotoionizadas y fotodisociadas, en contraste con las estrellas de menor magnitud las cuales al no producir una cantidad considerable de UV crean zonas fotoionizadas muy pequeñas; sin embargo, estas tienen flujos de fotones disociantes que crean una zona fotodisociada de tamaño considerable.

#### Cálculo de la esfera de Strömgren en las regiones HII
Para calcular el radio de Strömgren en las regiones H II se utilizan dos métodos:
- El límite de radiación: El gas alrededor de las regiones H II es denso y de extenso tamaño, lo que causa que el número de recombinaciones finalmente se equilibre con el número de ionizaciones. Esto define la diferencia entre las regiones H II y H I, y el estado de una región H I cuando empieza un proceso de ionización que la convertirá en una región H II es conocido como zona de transición. El radio de la esfera de Strömgren (zona ionizada) depende de dos factores: la temperatura estelar y la densidad del hidrógeno del área, tanto ionizado como neutro. El radio de la esfera y la temperatura estelar son directamente proporcionales, pero su densidad (del hidrógeno) es inversamente proporcional.
- El límite de la materia: El gas contenido dentro de la toda la extensión de la nebulosa limita la forma y tamaño de las regiones H II, causando que estas adquieran formas extremadamente complejas y asimétricas. Es aplicable este concepto a nebulosas como Nebulosa de la Laguna (M8 - NGC 6523).[11]

## Regiones HII notables

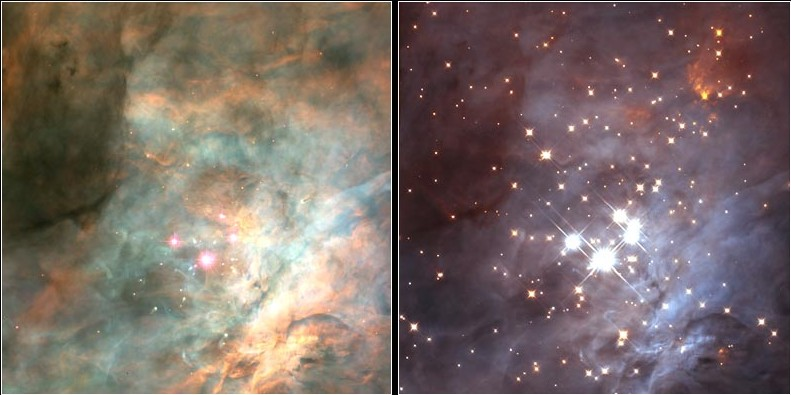
Las imágenes ópticas revelan nubes de gas y polvo en la nebulosa de Orión; una imagen infrarroja (derecha) revela a las nuevas estrellas.

Entre las regiones H II más notables están la nebulosa de Orión, la nebulosa de Carina (NGC 3372) y el complejo Berkley 59 / Cepheus OB4. La nebulosa de Orión se encuentra a una distancia aproximada de 1500 años luz y forma parte de una nube molecular (GMC), por lo que si fuera visible llenaría la mayor parte de la constelación Orión. La nebulosa Cabeza de Caballo y el anillo de Barnard son otras de las dos partes iluminadas de esta nube de gas.
La Gran Nube de Magallanes, satélite de la Vía Láctea, contiene una región H II gigante llamada nebulosa de la Tarántula. Esta nebulosa es mucho más grande que la nebulosa de Orión, y está formada por miles de estrellas, algunas con una masa 100 veces superior al Sol. Si la nebulosa de la Tarántula estuviese tan cerca de la Tierra como la nebulosa de Orión, sería tan brillante como la luna llena en el cielo de la noche. La supernova SN 1987A nació a las afueras de la nebulosa de la Tarántula.
Otra región H II gigante es NGC 604, que ocupa una zona de unos 800x830 años luz, aunque contiene ligeramente menos estrellas que la nebulosa de la Tarántula. Es una de las más grandes regiones H II del Grupo Local.

### Nebulosas de la región

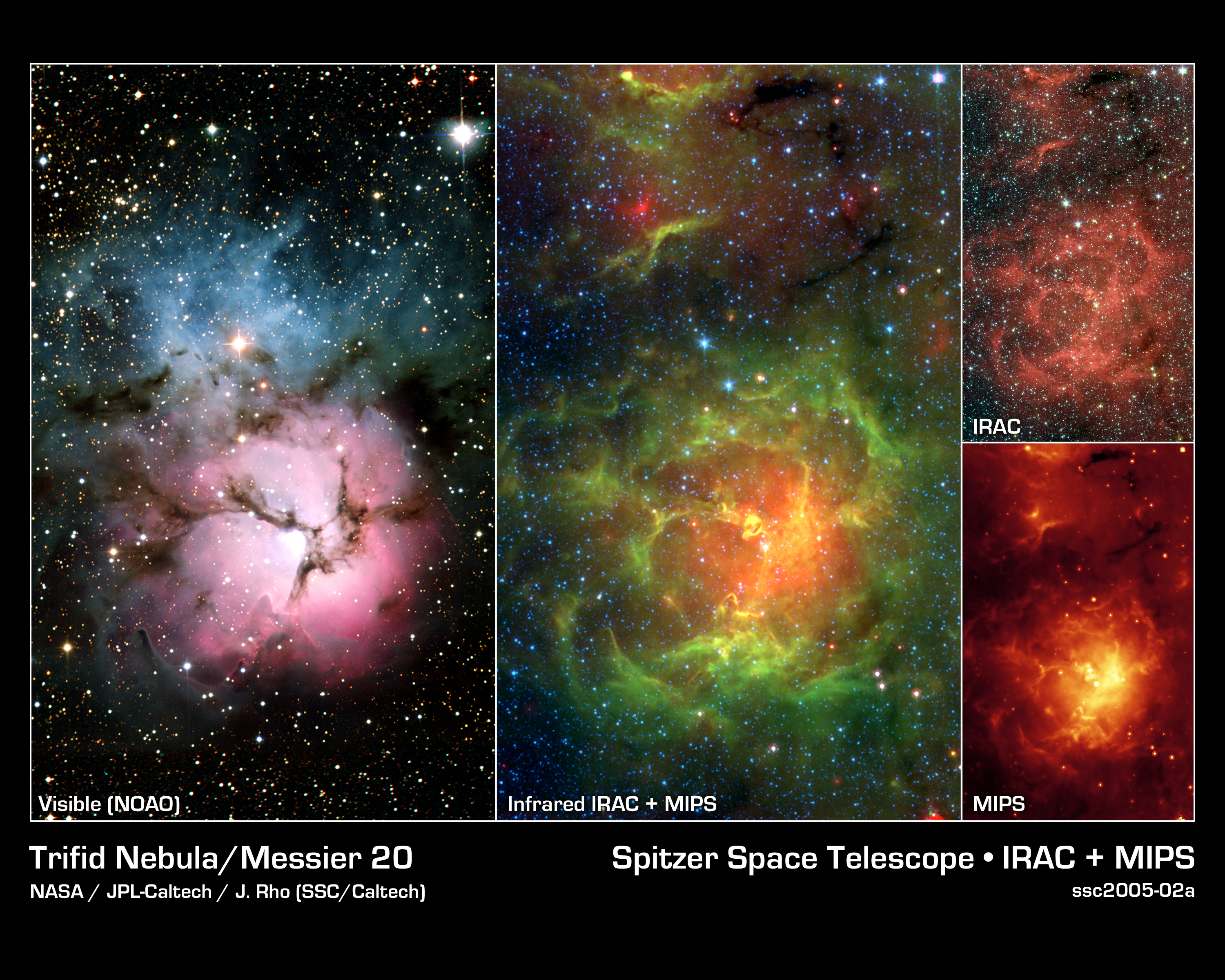
Comparación de la nebulosa Trífida vista bajo diferentes longitudes de onda

| Nombre común                | Número de NGC      | Número de Messier | Constelación | Distancia (AL.) |
| --------------------------- | ------------------ | ----------------- | ------------ | --------------- |
| Nebulosa de Orión           | NGC 1976, NGC 1982 | M 42, M 43        | Orión        | 1 500           |
| Nebulosa del Cono           | NGC 2264           |                   | Monoceros    | 2 600           |
| Nebulosa del Águila         | NGC 6611           | M 16              | Serpens      | 7 000           |
| Nebulosa de California      | NGC 1499           |                   | Perseo       | 1 000           |
| Nebulosa de Carina          | NGC 3372           |                   | Carina       | 6 500–10 000    |
| Nebulosa de Norteamérica    | NGC 7000           |                   | Cygnus       | 2 000–3 000 (?) |
| Nebulosa de la Laguna       | NGC 6523           | M 8               | Sagittarius  | 5 200           |
| Nebulosa Trífida            | NGC 6514           | M 20              | Sagittarius  | 5 200           |
| Nebulosa de la Roseta       | NGC 2237           |                   | Monoceros    | 5 000           |
| Nebulosa Omega              | NGC 6618           | M 17              | Sagittarius  | 5 000–6 000     |
| Nebulosa NGC 3603           | Nebulosa NGC 3603  |                   | Carina       | 20 000          |
| Nebulosa de la Tarántula    | NGC 2070           |                   | Dorado       | 160 000         |
| Nebulosa Cabeza de Fantasma | NGC 2080           |                   | Dorado       | 168 000         |
| Nebulosa Pistola            |                    |                   | Sagitario    | 26 000          |
| Nebulosa NGC 604            | Nebulosa NGC 604   |                   | Triangulum   | 2 400 000       |

## Temas estudiados actualmente respecto a las regiones HII
Al igual que en una nebulosa planetaria, la determinación de la abundancia de elementos químicos en las regiones H II está sujeta a cierta incertidumbre. Hay dos maneras diferentes de determinar la abundancia de metales en las nebulosas, es decir, de elementos distintos del hidrógeno y el helio. Estos dos métodos se basan en diferentes tipos de líneas espectrales, por lo que los resultados algunas veces presentan grandes diferencias. Algunos astrónomos creen que pequeñas fluctuaciones de temperatura causan estas discrepancias en las regiones H II; otros afirman que las discrepancias son demasiado grandes para ser causadas por efectos de la temperatura, y suponen la existencia de "nudos" fríos que contienen pequeñas cantidades de hidrógeno que explicarían las fluctuaciones.
Muchos de los detalles acerca de la formación de estrellas masivas en regiones H II son aún poco conocidos. Existen dos grandes problemas que obstaculizan la investigación en esa área. Primero, las distancias desde la tierra a las grandes regiones H II son considerables, ya que la región H II más cercana se encuentra a aproximadamente 1000 años luz; las demás regiones H II están a una distancia mucho mayor. Segundo, la formación de estas estrellas esta en gran parte oculta por el polvo estelar, por tanto las observaciones utilizando luz visible son imposibles. Para atravesar el polvo interestelar se utilizan otras secciones del espectro: radio e infrarroja, pero con el inconveniente de que las estrellas más jóvenes no emiten mucha luz a estas longitudes de onda.